# Rosals
Les rosals (Rosales), són un ordre de plantes angiospermes. L'actual sistema APG IV de classificació de les angiospermes col·loca aquest ordre dins del clade de les ròsides i està compost per nou famílies. Aquestes famílies agrupen uns 296 gèneres, destaquen les rosàcies amb 109 gèneres, les ramnàcies amb 62, les urticàcies amb 57 i les moràcies amb 47, entre les quatre agrupen més del 90% de les més de 7.700 espècies de l'ordre de les rosals.

## Taxonomia
Aquest ordre va ser descrit per primer cop l'any 1820 a l'obra O přirozenosti Rostlin : obsahugjej gednánj o žiwobytj rostlin pro sebe a z ohledu giných žiwoků, podlé stawu nyněgss ylo znanj, pýtwn rostlin : názwoslowj audů, hospodářstwj gegich, rozssjřenj po semi a způsob rostlinář zřjditi a zacowati pels botànics Friedrich von Berchtold (1781 – 1876) i Jan Svatopluk Presl (1791 – 1849).

### Famílies
A la classificació del vigent sistema APG IV, s'inclouen dins de l'ordre de les rosals les següents famílies:
- Rosaceae Juss. (1789) - Rosàcies
- Barbeyaceae Rendle (1959)
- Dirachmaceae Hutch. (1884)
- Elaeagnaceae Juss. (1789) - Eleagnàcies
- Rhamnaceae Juss. (1789) - Ramnàcies
- Ulmaceae Mirb. (1815) - Ulmàcies
- Cannabaceae Martinov (1820) - Cannabàcies
- Moraceae Gaudich. (1835) - Moràcies
- Urticaceae Juss. (1789) - Urticàcies

### Sinònims
Els següents noms científics són sinònims de Rosales:
- Rhamnineae Shipunov
- Amygdalales Link
- Artocarpales Mart.
- Barbeyales Takht. & Reveal
- Cannabales Döll
- Dryadales Link
- Elaeagnales Bercht. & J.Presl
- Ficales Dumort.
- Frangulales Wirtg.
- Morales Mart.
- Rhamnales Link
- Sanguisorbales Link
- Spiraeales Link
- Ulmales Link
- Urticales Bercht. & J.Presl
- Barbeyanae Reveal & Doweld
- Rhamnanae Reveal
- Rosanae Takht.
- Urticanae Reveal
- Frangulopsida Endl.
- Rhamnopsida Brongn.
- Rosopsida Batsch
- Urticopsida Bartl.
- Rosidae Takht.